# Pseudepitettix guibeiensis
Pseudepitettix guibeiensis är en insektsart som beskrevs av Zheng, Z. och G. Jiang 1995. Pseudepitettix guibeiensis ingår i släktet Pseudepitettix och familjen torngräshoppor. Inga underarter finns listade i Catalogue of Life.